# Sallebœuf
Sallebœuf (katalanisch Sala Beu) ist eine französische Kleinstadt im Département Gironde in der Region Nouvelle-Aquitaine. Die Gemeinde liegt im Einzugsgebiet der Stadt Bordeaux. Während Sallebœuf im Jahr 1962 noch über 700 Einwohner verfügte, zählt man aktuell 2771 Einwohner (Stand 1. Januar 2022). Sallebœuf ist Teil des Weinbaugebietes Entre-Deux-Mers.

## Geografie
Sallebœuf liegt in Südwestfrankreich, 15 Kilometer östlich von Bordeaux, dem Sitz der Unterpräfektur des Arrondissements, 8,5 Kilometer nordwestlich von Créon, dem Hauptort des Kantons, und 5,3 Kilometer westlich von Tresses, dem Hauptort des Kommunalverbands Les Coteaux Bordelais, auf einer mittleren Höhe von 59 Metern über dem Meeresspiegel. Die Mairie steht auf einer Höhe von 60 Metern. Nachbargemeinden von Sallebœuf sind Pompignac im Westen, Saint-Germain-du-Puch im Nordosten, Camarsac im Südosten, Fort-Moville im Süden und Bonnetan im Südwesten. Das Gemeindegebiet hat eine Fläche von 1480 Hektar. 
Die Gemeinde ist einer Klimazone des Typs Cfb (nach Köppen und Geiger) zugeordnet: Warmgemäßigtes Regenklima (C), vollfeucht (f), wärmster Monat unter 22 °C, mindestens vier Monate über 10 °C (b). Es herrscht Seeklima mit gemäßigtem Sommer.

## Bevölkerungsentwicklung
| Jahr                       | 1962 | 1968 | 1975 | 1982 | 1990 | 1999 | 2009 | 2017 |
| Einwohner                  | 700  | 741  | 1085 | 1602 | 1714 | 1926 | 2168 | 2490 |
| Quellen: Cassini und INSEE |      |      |      |      |      |      |      |      |

## Sehenswürdigkeiten
Die Kirche Sainte-Marie wurde von 1864 bis 1866 erbaut und ersetzte die ursprüngliche Kirche Sainte-Julitte-et-Saint-Cyr, die nicht an gleicher Stelle, sondern im Ortskern stand. Schutzpatron der neuen Kirche ist Maria, Quiricus und Julitta wurden als sekundäre Schutzpatrone beibehalten. Bei Ausschachtungsarbeiten an der alten Kirche wurden Gräber und Sarkophage entdeckt. Der Chor der neugotischen Kirche Sainte-Marie ist nicht wie üblich nach Osten ausgerichtet, sondern nach Norden.
Siehe auch: Liste der Monuments historiques in Sallebœuf

## Wirtschaft und Infrastruktur
Im Jahr 2009 waren 14,7 Prozent der Erwerbstätigen in der Gemeinde beschäftigt, die anderen waren Pendler. 6,7 Prozent der Arbeitnehmer waren arbeitslos.
Es gibt eine Grundschule und mehrere Geschäfte in der Gemeinde. Der nächstgelegene Bahnhof ist der 8,5 Kilometer entfernte Gare de Saint-Sulpice - Izon in Saint-Sulpice-et-Cameyrac. Der nächste Flughafen ist der Flughafen Bordeaux.
Auf dem Gemeindegebiet gelten kontrollierte Herkunftsbezeichnungen (AOC) für Entre-deux-Mers- und Bordeauxwein sowie geschützte geographische Angaben (IGP) für Rindfleisch (Bœuf de Bazas), Lammfleisch (Agneau de Pauillac), Hausenten für Foie gras (Canard à foie gras du Sud-Ouest), Schinken (Jambon de Bayonne) und Trockenpflaumen der Art Prunus domestica d’Ente mit der Bezeichnung Pruneau d’Agen. Das Rindfleisch aus Bazas stammt von Rindern der Rasse Bazadaise.